# Purfleet
Purfleet est une ville de l'Essex, en Angleterre.
Elle est située sur la rive nord de la Tamise. Elle est reliée par ferries aux ports de Zeebrugge en Belgique et au port de Rotterdam aux Pays-Bas.